# Język limola
Język limola, także: limolang (lemolang), baebunta – język austronezyjski używany w prowincji Celebes Południowy w Indonezji. W 1988 r. miał ok. 2 tys. użytkowników.
„Baebunta” to nazwa miejscowości, w której używany jest ten język.
Poważnie zagrożony wymarciem. Znajduje się pod presją ze strony języka narodowego oraz dominującego lokalnie języka tae’. W użyciu jest także język bugijski.